# Профілювання (обробка каменю)

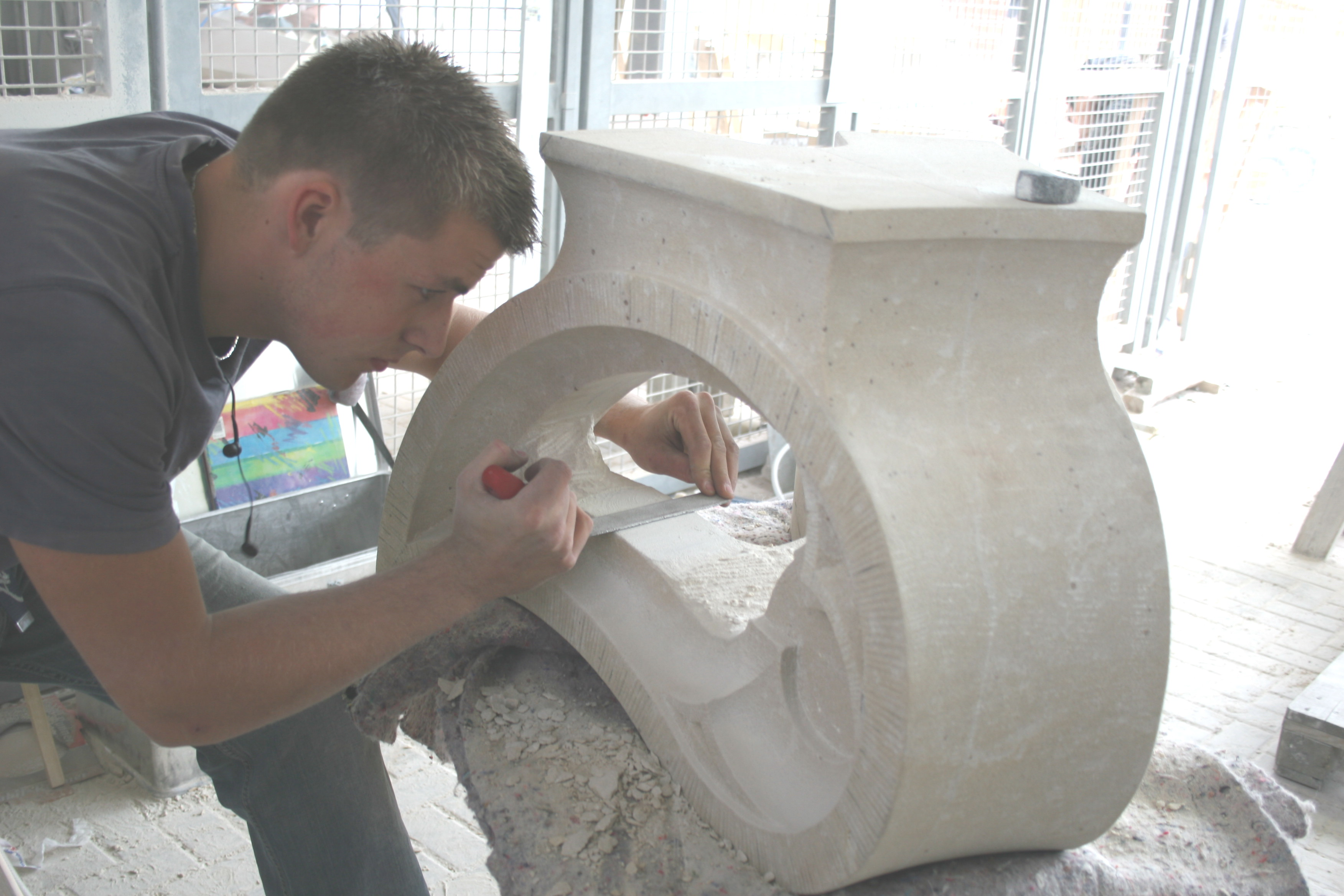
Контроль розмірів профільованого каменю.

Профілювання (рос. профилирование камня, англ. stone shape forming; нім. Profilieren n des Steines) — абразивна обробка каменю, в результаті якої заготовці надають заданого профілю, отримуючи виріб потрібної форми.